# Bleke gaasvlieg
De bleke gaasvlieg (Nineta pallida) is een insect uit de familie van de gaasvliegen (Chrysopidae), die tot de orde netvleugeligen (Neuroptera) behoort. 
Nineta pallida is voor het eerst wetenschappelijk beschreven door Schneider in 1846.